# Chamaedorea pinnatifrons
Chamaedorea pinnatifrons es una especie de palmera que se distribuye desde México a Bolivia.

## Descripción
Son palmas con tallos solitarios, erectos, ocasionalmente decumbentes, que alcanzan un tamaño de hasta 4 m de alto y 0.5–3 cm de diámetro, frecuentemente con raíces zancudas, entrenudos 1–18 cm de largo. Las hojas 4–10, erecto-patentes, pinnadas, raramente simples y bífidas, de 0.8–1.5 m de largo; pinnas (2–) 4–8 a cada lado, pinnas medias más grandes, elípticas a lanceoladas o rómbico-lanceoladas, sigmoides a falcadas, de 15–40 cm de largo y 2.5–12 cm de ancho, nervio principal con 2 o 3 nervios a cada lado o 3–7 nervios principales prominentes en la haz; hojas cuando bífidas 25–75 cm de largo y 15–30 cm de ancho, incisas en el ápice por 1/3–2/3 de su longitud, lobos 5–15 cm de ancho, pinnatiacostillados con 8–14 nervios primarios a cada lado, raquis hasta 70 cm de largo, abaxialmente con una banda pálida que se extiende hasta la vaina; vaina tubular, 6–40 cm de largo, pecíolo 5–55 cm de largo. Las inflorescencias inter o infrafoliares, solitarias, erectas pero péndulas cuando están muy cargadas de frutos, pedúnculo de 10–70 cm de largo, brácteas 3–7, raquis de hasta 15 cm de largo, verdosos en flor, rojo-anaranjados en fruto; inflorescencias estaminadas con (3–) 5–21 raquillas de 5–28 cm de largo, péndulas, verdes a amarillo-anaranjadas, flores 3.5 mm de largo y ancho, verdes a amarillas, sépalos imbricados y/o connados en la base, pétalos valvados, connados apical y basalmente; inflorescencias pistiladas con (2–) 5–15 raquillas de 4–24 cm de largo, erectas, patentes, rígidas, simples o las basales raramente bifurcadas, verdes a amarillas en flor, tornándose algo péndulas y rojo-anaranjadas en fruto, flores 1–1.5 mm de largo y 3.5–4 mm de ancho, en espirales moderadamente densos, verdosas a amarillas, aromáticas, sépalos connados y/o imbricados en la base, pétalos imbricados casi hasta el ápice, connados en la base. Los frutos son elipsoides a globosos, hasta 20 mm de largo, amarillos, anaranjados o rojos cuando maduros y tornándose negros.

## Distribución y hábitat
Es una especie poco común en bosques muy húmedos y ocasionalmente en suelos calizos, a una altitud de 0–1094 metros. Se distribuye por México, Brasil, Colombia, Costa Rica, Ecuador, El Salvador, Guatemala, Honduras, Nicaragua, Panamá, Perú, Venezuela y Bolivia.

## Taxonomía
Chamaedorea pinnatifrons fue descrita por (Jacq.) Oerst. y publicado en Videnskabelige Meddelelser fra Dansk Naturhistorisk Forening i Kjøbenhavn 1858(1–4): 14, en el año 1859.
Etimología
Chamaedorea: nombre genérico que deriva de las palabras griegas: χαμαί (chamai), que significa "sobre el terreno", y δωρεά (dorea) , que significa "regalo", en referencia a las frutas fácilmente alcanzadas en la naturaleza por el bajo crecimiento de las plantas.
Sinonimia
- Lista de sinónimos de Chamaedorea pinnatifrons[5]

## Usos
La parte basal del tallo, con sus numerosas raíces adventicias, ha sido utilizado por la población local para batir los alimentos.( Svenning,JC, y H.Balslev. 1998)  
En la construcción: Se utilizan las hojas en los techos de las viviendas
Como herramientas y utensilios: - En algunos casos se utiliza la raíz de como escoba y con el tallo se hacen ratoneras.
Los frutos se usan como cebo para pescar y como cuentas para collares en artesanía. 
Los frutos maduros son comestibles. Las plantas se extraen de los bosques por los campesinos y los venden en los mercados callejeros de algunas ciudades. 
El palmito, es cortado y aplicado directamente para aliviar el dolor de las picaduras de hormigas.

## Nombre común
- Español: Casha ponilla, Ponilla, Chontilla. Urarina. Eichú[2]